# Hatianos

Los hititas (en rojo) sucedieron a los hatianos (1290 a. C.)

Los hatitas, hatianos o hattianos fueron un pueblo de la antigüedad que habitaba el país de Hatti (actual Anatolia Central, Turquía). Este pueblo está documentado por lo menos desde el imperio de Sargón de Akkad (c. 2300 a. C.), hasta que fue absorbido gradualmente c. 2000-1700 a. C. por los hititas indoeuropeos, que se identificaron con el país de Hatti.
Como los hatianos no tuvieron una lengua escrita, los estudiosos se han basado en fuentes indirectas o en registros de otros pueblos. Probablemente, los gobernantes hatianos utilizaran escribas que escribieron en asirio para realizar negocios con Asiria. Desde el siglo XXI a. C. hasta mediados del siglo XVIII a. C., Asiria estableció colonias en Hatti, como la de Kanesh. Los estudiosos han asumido desde hace tiempo que la población predominante en la región de Anatolia «en el tercer milenio a. C. fue un pueblo indígena preindoeuropeo llamado hattiano».
El nombre más antiguo de Anatolia, País de Hatti, fue encontrado en tablillas de escritura cuneiforme de Mesopotamia de la época de Sargón el Grande de Akkad c. 2350-2150 a. C., donde comerciantes asirios-acadios imploraban al rey Sargón por su ayuda. Esta denominación continuó existiendo durante unos 1500 años, hasta el 630 a. C., según se dice en las crónicas asirias. De acuerdo a documentos hititas posteriores, Sargón el Grande habría luchado contra el rey hatiano Nurdaggal de Burushanda, mientras que el sucesor de Sargón Naram-Sin de Acad habría luchado contra Pamba, rey de Hatti y otros 16 aliados.
Los hatianos hablaban el hatiano o hático, una lengua no indoeuropea de filiación incierta, que algunos estudiosos relacionan con el grupo lingüístico caucásico noroccidental. Muchos apellidos adigues caucásicos noroccidentales tienen prefijos como Hath o Hatti, y una de sus tribus más conocidas lleva el nombre de hattico (en el sentido de ‘hijo de Hatti’). Trevor Bryce escribe:

La evidencia de una civilización hattiana es proporcionada por los restos de una de las lenguas no indoeuropeas que se encuentraron en los archivos hititas tardíos. El lenguaje es identificado en varios de los textos en los que aparece con el término hattili (escrito) en la lengua de Hatti. Los escasos textos que han sobrevivido son predominantemente de carácter religioso o de culto y han proporcionado los nombres de varias deidades hatianas, así como personajes y topónimos hatianos.

Hay que señalar que el uso de la palabra protohitita para referirse a los hatianos es incorrecto. Los hititas fueron un pueblo indoeuropeo, lingüísticamente distinto al de los hatianos. Sin embargo, el término «País de Hatti» estaba tan arraigado, que los hititas continuaron utilizándolo para referirse a su propio país. Los hatianos terminarían fusionándose con otros pueblos, que hablaban idiomas indoeuropeos como el hitita, el luvita y el palaico.
Los hatianos estaban organizados en ciudades-estado feudales y pequeños reinos o principados. Estas ciudades estaban bien organizadas, y gobernadas como principados teocráticos.